# Normand Laprise (chef)
Normand Laprise, né en 1961 à Saint-Alexandre-de-Kamouraska, est un chef cuisinier et auteur québécois. Il est copropriétaire et chef principal du restaurant Toqué!,  à Montréal, au Québec.
Il est un des trois juges permanents avec Jean-Luc Boulay et Pasquale Vari à l’émission Les Chefs ! diffusée à Radio-Canada.